# Lygdamis japonicus
Lygdamis japonicus is een borstelworm uit de familie Sabellariidae. Het lichaam van de worm bestaat uit een kop, een cilindrisch, gesegmenteerd lichaam en een staartstukje. De kop bestaat uit een prostomium (gedeelte voor de mondopening) en een peristomium (gedeelte rond de mond) en draagt gepaarde aanhangsels (palpen, antennen en cirri).
Lygdamis japonicus werd in 1999 voor het eerst wetenschappelijk beschreven door Nishi & Kirtley.